# Catarina Wallenstein

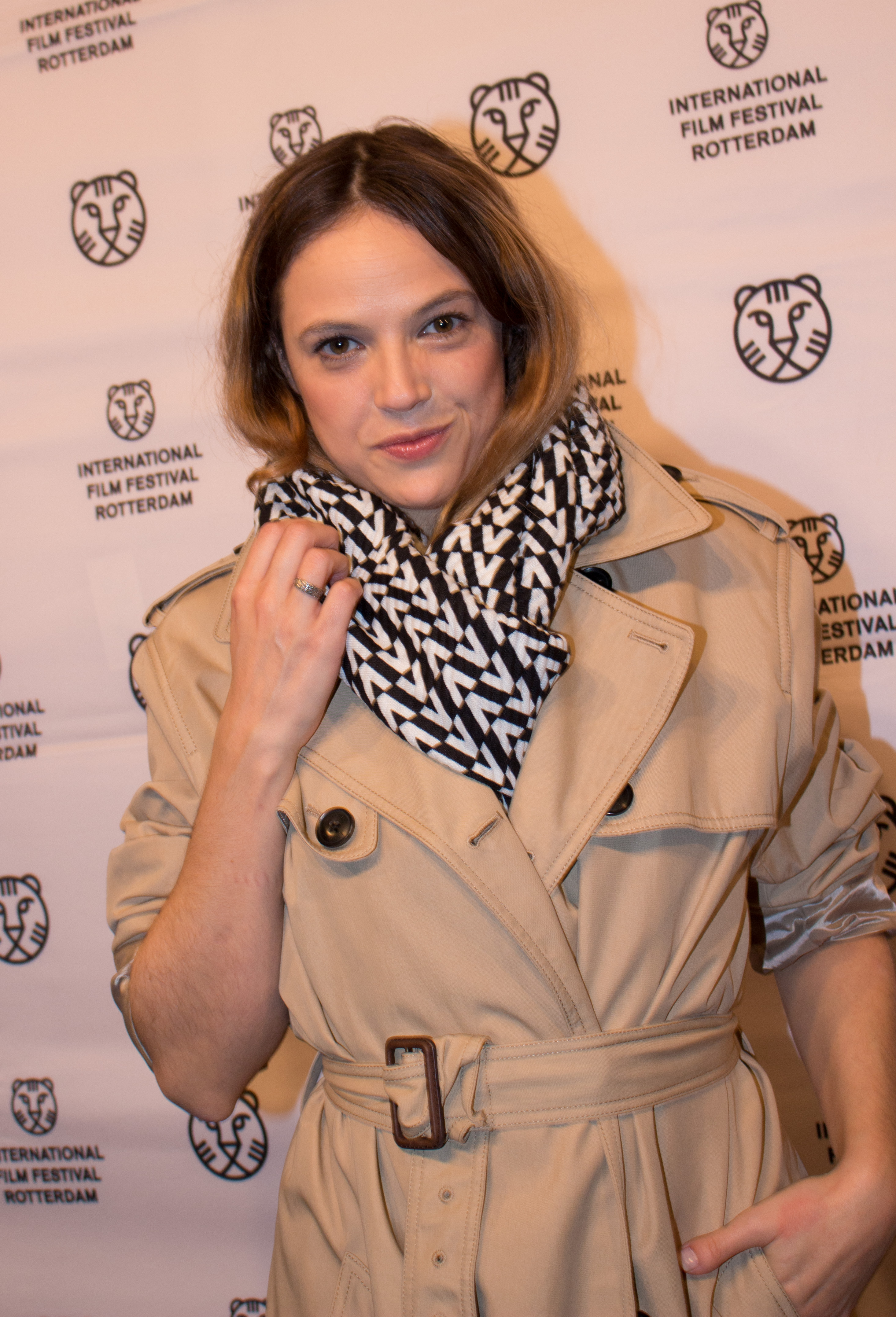
Catarina Wallenstein, 2020

Catarina de Lemos Wallenstein Teixeira (* 23. August 1986 in London, England) ist eine portugiesische Schauspielerin.

## Leben
Catarina Wallenstein ist die Tochter von Pedro Wallenstein, einem Kontrabassisten des Orquestra Sinfónica Portuguesa, und der Opernsängerin Lúcia Lemos. Ihr Onkel ist der Schauspieler José Wallenstein und ihr Großvater der Schauspieler Carlos Wallenstein. Sie wurde in Gesang und Cello ausgebildet. Bereits in ihrer Jugend trat sie am Teatro Nacional de São Carlos auf. Sie besuchte mit Lycée Français Charles Lepierre eine französische Schule und studierte anschließend sowohl an der Escola Superior de Teatro e Cinema als auch am Conservatoire national supérieur d’art dramatique Schauspiel.
Beim deutschsprachigen Publikum wurde Wallenstein insbesondere durch ihre Darstellungen in den beiden Kinofilmen Der Tag, der alles veränderte und Eigenheiten einer jungen Blondine bekannt, auch ihr Auftritt als Fado-Sängerin in Portugal, mon amour 2013 ist zu nennen. Sie wurde 2009 und 2010 jeweils als beste Schauspielerin für den portugiesischen Medienpreis Globo de Ouro nominiert, wobei sie 2010 für ihre Darstellungen in A Vida Privada de Salazar, Eigenheiten einer jungen Blondine und Um Amor de Perdição eine Auszeichnung erhielt. 2019 versuchte sie sich erstmals auch als Regisseurin, blieb aber weiterhin vor allem als Schauspielerin tätig.

## Filmografie (Auswahl)
- 2004: Só Gosto De Ti (Fernsehserie, 26 Folgen)
- 2005: Fin de curso, R: Miguel Martí
- 2005: Uma Aventura (Fernsehserie, 1 Folge)
- 2006: Glória (Fernsehfilm)
- 2006: Sitiados (Kurzfilm), R: Mariana Gaivão
- 2007: Nome de Código: Sintra (Fernsehserie, 13 Folgen)
- 2007: Conta-me Como Foi (Fernsehserie)
- 2007: Der Tag, der alles veränderte (Après lui), R: Gaël Morel
- 2008: Lobos, R: José Nascimento
- 2008: Um Amor de Perdição, R: Mário Barroso
- 2009: A Vida Privada de Salazar (TV-Mehrteiler)
- 2009: Eigenheiten einer jungen Blondine (Singularidades de Uma Rapariga Loura), R: Manoel de Oliveira
- 2010: Destino Imortal  (Fernsehserie)
- 2010: Espírito Indomável (Fernsehserie)
- 2010: Universo de Mya (Kurzfilm), R: Miguel Clara Vasconcelos
- 2010: Die Geheimnisse von Lissabon (Mistérios de Lisboa), R: Raúl Ruiz
- 2010: Filme do Desassossego, R: João Botelho
- 2011: Redenção (Kurzfilm), R: André Santos Luís, Miguel Lopes Rodrigues
- 2011: O Legado do Pai (Kurzfilm), R: António Aleixo, Fábio Vicente
- 2011: Die Geheimnisse von Lissabon (Mistérios de Lisboa, Fernsehserie, 2 Folgen)
- 2011: Respira (Kurzfilm), R: Philip Rylatt, Telmo Vicente
- 2011: Teresa, R: Ricardo Oliveira (Videoclip der Band Capitão Fausto)
- 2012: The British Bride – Binde sich wer kann! (The Knot), R: Jesse Lawrence
- 2012: A Moral Conjugal, R: Artur Serra Araújo
- 2013: Portugal, mon amour (La cage dorée), R: Ruben Alves
- 2013: Depois do Adeus (Fernsehserie, 26 Folgen)
- 2013: Uma Família Açoreana (Fernsehserie, 8 Folgen)
- 2014: Os Maias: Cenas da Vida Romântica, R: João Botelho
- 2015: Os Maias (Fernsehserie, 1 Folge)
- 2015–2016: Santa Bárbara (Fernsehserie, 126 Folgen)
- 2017: Peregrinação, R: João Botelho
- 2018: Les Unwanted de Europa, R: Fabrizio Ferraro
- 2018: Raiva, R: Sérgio Tréfaut
- 2018: Quantas Vezes Tem Sonhado Comigo? (Kurzfilm), R: Júlia Buisel
- 2018: O Caderno Negro, R: Valeria Sarmiento
- 2018: Mar, R: Margarida Gil
- 2018: Sauvages, R: Dennis Berry
- 2018: O que a noite rouba ao dia, R: Paulo B. Menezes
- 2019: Tragam-me a Cabeça de Carmen M., R: Felipe Bragança, Catarina Wallenstein
- 2019: A Teia (Fernsehserie, 80 Folgen)
- 2019: O Livro Negro do Padre Dinis (TV-Mehrteiler)
- 2020: Um Animal Amarelo, R: Felipe Bragança
- 2020: Adeus Senhor António (Kurzfilm), R: Júlia Buisel
- 2020: O Ano da Morte de Ricardo Reis, R: João Botelho
- 2020: Esperança  (Fernsehserie, 1 Folge)
- 2021: La Veduta Luminosa, R: Fabrizio Ferraro
- 2021: Salgueiro Maia – O Implicado, R: Sérgio Graciano
- 2021: Anjo Loiro com Sangue no Cabelo (Fernsehserie, 5 Folgen)
- 2022: Causa Própria (Fernsehserie, 6 Folgen)
- 2022: 1936 – O Ano da Morte de Ricardo Reis (Fernsehserie, 5 Folgen)
- 2023: Salgueiro Maia – O Implicado: A Série (Fernsehserie, 3 Folgen)
- 2023: Lusitânia (Fernsehserie, 1 Folge)
- 2024: Matilha (Fernsehserie, 7 Folgen)